# Good Riddance (band)
Good Riddance (soms afgekort als GR) is een Amerikaanse punkband uit Santa Cruz, Californië.
De band heeft zeven studioalbums via Fat Wreck Chords uitgegeven, waarna de leden in 2007 aankondigden dat ze ermee zouden stoppen. In 2012 kwam de band weer bij elkaar en gaf het achtste studioalbum genaamd Peace in Our Time uit in 2015. De line up bestaat uit Russ Rankin als zanger, Luke Pabich als gitarist, Chuck Platt als bassist, en Sean "SC" Sellers als drummer. De teksten van de band gaan veelal over politieke onderwerpen en zijn vaak links of extreemlinks.

## Geschiedenis

### State of Grace
Voor de oprichting van Good Riddance waren Russ Rankin en Luke Pabich lid van een hardcorepunkband genaamd State of Grace, die actief was in de jaren 90 en ook uit Santa Cruz afkomstig was. State of Grace heeft slechts één demo-cassette opgenomen, die ongeveer 31 minuten duurde. De band heeft twee korte tours gehad.

### Good Riddance
Good Riddance werd in 1986 opgericht door zanger Russ Rankin, maar werd pas een volledige band met de toetreding van gitarist Luke Pabich enkele jaren later. Samen met bassist Devin Quinn en drummer Rich McDermott, die later bij de band kwamen spelen, werd het eerste album, de ep Gidget, uitgegeven in 1993 door het kleine label Little Deputy Records uit Texas. Quinn verliet de band en werd uiteindelijk vervangen door Chuck Platt. Good Riddance tekende al snel bij het grotere punklabel Fat Wreck Chords en daar werden in 1995 ook het debuutalbum For God and Country en de ep Decoy uitgegeven. McDermott verliet de band hierna en werd vervangen door Sean Sellers die mee werkte aan de opnames voor het album A Comprehensive Guide to Moderne Rebellion uit 1996. Enkele demo-opnames voor dit album werden gebruikt voor splitalbums met Reliance, Ignite, Ill Repute, en Ensign die nog in hetzelfde jaar door andere labels werden uitgegeven. Ballads from the Revolution volgde in 1998 en Operation Phoenix in 1999. Dave Wagenshutz, vooral bekend als drummer voor de band Titans, kwam bij de band spelen en speelde op de volgende twee albums, en ging ook op tour met Good Riddance. Sellers kwam uiteindelijk weer terug en speelde op het laatste album, getiteld My Republic.
Sellers verliet de band voor de eerste keer eind 1999 waardoor Dave Raun (van Lagwagon) drumde voor de ep The Phenomenon of Craving uit 2000. Dave Wagenschutz (van Kid Dynamite) ging daarna als permanente drummer bij de band spelen en speelde ook op het studioalbum Symptoms of a Leveling Spirit uit 2001. Het jaar daarop volgde het videoalbum Exposed! 1994-1999 en een splitalbum met Kill Your Idols. Cover Ups, het eerste verzamelalbum van Good Riddance, werd uitgegeven in 2002 door het Lorelei Records, een label mede door Rankin is opgericht. Wagenschutz verliet de band na de uitgave van Bound by Ties of Blood and Affection uit 2003, waarna de band een lange periode weinig tot geen activiteit meer vertoonde.
In 2006 werd het studioalbum My Republic uitgegeven, opnieuw met Sean Sellers als drummer. Op 3 april 2007 kondigde Good Riddance aan dat ze zouden gaan stoppen. Het afscheidsconcert op 27 mei 2007 werd opgenomen en in 2008 uitgegeven als livealbum met de titel Remain in Memory: The Final Show.Het verzamelalbum Capricorn One: Singles & Rarities werd uitgegeven in 2010 en bevat zeldzame en niet eerder uitgegeven nummers van de band.
Op 16 februari 2012 kondigde de band via de officiële website aan dat ze weer bij elkaar zouden gaan komen. De band ging door met de gebruikelijke line up; Rankin, Pabich, Platt en Sellers. Peace in Our Time werd opgenomen in 2014 en uitgegeven in april 2015. In juli 2019 werd het negende studioalbum uitgegeven, getiteld Thoughts and Prayers.

## Leden
- Russ Rankin - zang (1986-2007, 2012-heden)
- Luke Pabich - gitaar (1986-2007, 2012-heden)
- Chuck Platt - basgitaar (1986-2007, 2012-heden)
- Sean Sellers - drums (1996-1999, 2006-2007, 2012-heden)

### Ex-leden
- Rich McDermott - drums (1986-1996)
- Dave Wagenschutz - drums (1999-2006)

## Discografie
De discografie van Good Riddance bestaat uit acht studioalbums, een livealbum, twee verzamelalbums, negen ep's en splitalbums, een videoalbum en vijf videoclips. Daarnaast heeft de band ook een reeks nummers op diverse compilatiealbums staan.

### Studioalbums
| Jaar | Titel                                      | Formaat | Label            |
| ---- | ------------------------------------------ | ------- | ---------------- |
| 1995 | For God and Country                        | lp, cd  | Fat Wreck Chords |
| 1996 | A Comprehensive Guide to Moderne Rebellion | lp, cd  | Fat Wreck Chords |
| 1998 | Ballads from the Revolution                | lp, cd  | Fat Wreck Chords |
| 1999 | Operation Phoenix                          | lp, cd  | Fat Wreck Chords |
| 2001 | Symptoms of a Leveling Spirit              | lp, cd  | Fat Wreck Chords |
| 2003 | Bound by Ties of Blood and Affection       | lp, cd  | Fat Wreck Chords |
| 2006 | My Republic                                | lp, cd  | Fat Wreck Chords |
| 2015 | Peace in Our Time                          | lp, cd  | Fat Wreck Chords |
| 2019 | Thoughts and Prayers                       | lp, cd  | Fat Wreck Chords |

### Livealbums
| Jaar | Titel                            | Formaat | Label            |
| ---- | -------------------------------- | ------- | ---------------- |
| 2008 | Remain in Memory: The Final Show | lp, cd  | Fat Wreck Chords |

### Verzamelalbums
| Jaar | Titel                             | Formaat | Label            |
| ---- | --------------------------------- | ------- | ---------------- |
| 2002 | Cover Ups                         | cd      | Lorelei Records  |
| 2010 | Capricorn One: Singles & Rarities | cd      | Fat Wreck Chords |

### Ep's en splitalbums
| Jaar | Titel                         | Formaat | Label                 |
| ---- | ----------------------------- | ------- | --------------------- |
| 1993 | Gidget                        | ep      | Little Deputy Records |
| 1995 | Decoy                         | ep      | Fat Wreck Chords      |
| 1996 | Good Riddance/Reliance        | ep      | Little Deputy Records |
| 1996 | Ignite/Good Riddance          | ep      | Revelation Records    |
| 1996 | Good Riddance/Ill Repute      | ep      | It's Alive Records    |
| 1997 | Good Riddance/Ensign          | ep      | Orphaned Records      |
| 1998 | As a Matter of Fact           | cd      | Fearless Records      |
| 2000 | The Phenomenon of Craving     | cd, ep  | Fat Wreck Chords      |
| 2001 | Good Riddance/Kill Your Idols | cd, ep  | Jade Tree Records     |

### Videoalbums
| Jaar | Titel              | Formaat | Label            |
| ---- | ------------------ | ------- | ---------------- |
| 2001 | Exposed! 1994-1999 | VHS     | Fat Wreck Chords |

### Videoclips
| Jaar | Titel                   | Album                         |
| ---- | ----------------------- | ----------------------------- |
| 2000 | "One for the Braves"    | The Phenomenon of Craving     |
| 2001 | "Yesterday's Headlines" | Symptoms of a Leveling Spirit |
| 2006 | "Darkest Days"          | My Republic                   |
| 2015 | "Dry Season"            | Peace in Our Time             |
| 2015 | "Disputatio"            | Peace in Our Time             |